# الخمسة
قرية الخمسة هي إحدى القرى التابعة لمركز تمي الأمديد في محافظة الدقهلية في جمهورية مصر العربية. حسب إحصاءات سنة 2006، بلغ إجمالي السكان في الخمسة 5085 نسمة، منهم 2517 رجل و2568 امرأة.